# Powiat rzeczycki
Powiat rzeczycki − dawny powiat województwa mińskiego Rzeczypospolitej, później w guberni mińskiej Rosji. Granicom powiatu guberni mińskiej (okrojonego w 1795) odpowiadają dzisiejsze rejony rzeczycki, brahiński, chojnicki, narowelski i świetłohorski należące do obwodu homelskiego na Białorusi. 
Rezydencje szlacheckie w pow. rzeczyckim niegdyś odznaczały się zbytkiem magnackim, np. w Horodyszczu, Brahinie i Chołmeczu Rokickich, w Chojnikach i Ostrohladach Prozorów czy w Łojowie Judyckich.